# Chaenusa motasi
Chaenusa motasi är en stekelart som först beskrevs av Burghele 1959.  Chaenusa motasi ingår i släktet Chaenusa och familjen bracksteklar. Inga underarter finns listade i Catalogue of Life.